# Neoeptesicus diminutus
Neoeptesicus diminutus is een zoogdier uit de familie van de gladneuzen (Vespertilionidae). De wetenschappelijke naam van de soort werd voor het eerst geldig gepubliceerd door Osgood in 1915.

## Voorkomen
De soort komt voor in Venezuela, Brazilië, Paraguay, Uruguay en Argentinië.